# Worthington Hooker
Worthington Hooker   (1806 - 6 de novembre de 1867) va ser un metge nord-americà, nascut a Springfield, Massachusetts. L'escola Worthington Hooker a New Haven, Connecticut, porta el seu nom.
Es va graduar a la Universitat Yale el 1825 i a la Universitat Harvard amb un títol en Medicina el 1829. Va practicar a Connecticut fins al 1852. Posteriorment, va ser professor de teoria i pràctica de medicina a Yale. Va ser vicepresident de l'Associació Mèdica Americana el 1864. Les seves principals obres són:
- Physician and Patient (Traducció: Metge i pacient) (1984)
- Homeopathy: An Examination of the Doctrines and Evidences (Traducció: Homeopatia: un examen de les doctrines i les evidències) (1852)
- Human physiology (Traducció: Fisiologia humana) (1854)
- Rational Therapeutics (Traducció: Terapèutica racional) (1857)
- Child's Book of Nature 3 volumes (Traducció: Llibre infantil de la natura 3 volúms) (1857)

El llibre de Hooker Physician and Patient ha estat descrit com la contribució més original dels Estats Units a l'ètica mèdica al segle XIX.